# Marta García
Marta García López (* 9. srpna 2000 Denia) je španělská profesionální závodní jezdkyně, která od roku 2022 závodí v sérii F1 Academy v týmu Prema Racing. Je šampionkou F1 Academy v sezóně 2023, titul získala dva závody před koncem sezóny. Je vítězkou závodu v W Series a získala tituly včetně CIK-FIA Karting Academy Trophy a Trofeo delle Industrie v roce 2015.

## Osobní život
Marta García López se narodila v Dénii ve Španělsku dne 9. srpna 2000. Není příbuzná se španělskou závodnicí Belén García.[zdroj?]

## Kariéra
Marta García začala kariéru v závodech motokár, kde získala tituly včetně CIK-FIA Karting Academy Trophy v roce 2015 a Trofeo delle Industrie z roku 2015 (tj. nejstaršího závodu motokár na světě, který v minulosti vyhrálo mnoho šampionů Formule 1, jako jsou Fernando Alonso, Lewis Hamilton a Sebastian Vettel.)

### W Series
V roce 2019 se zúčastnila úvodní sezóny W Series a skončila 4. v šampionátu. Získala pole position a vyhrála závod v Norisringu.
Marta García se měla zúčastnit šampionátu 2020, ten byl však v reakci na pandemii covidu-19 zrušen. Místo toho se v iRacing konala série eSports s 10 závody, přičemž Garcia obsadila druhé místo v šampionátu.
García se zúčastnila sezóny 2021 v soutěži W Series, kde patřila do týmu Puma W Series. Na počátku se kvalifikovala na 7. místo pro první závod sezóny na Red Bull Ringu, ale ve 12. kole odstoupila, když se u jejího vozu objevily mechanické problémy. Později se na čtyřech závodech neumístila na bodovaných místech a pak získala jediné pódiové umístění, díky kterému García skončila na konci sezóny na 12. místě.
Vrátila se v roce 2022 opět do W Series, kde závodila za tým CortDAO W Series.

### F1 Academy
Dne 21. března 2023 bylo oznámeno, že se García zúčastní nově uvedené série F1 Academy pro ženy za tým Prema Racing.
Dne 5. května 2023 se García na okruhu Circuit Ricardo Tormo kvalifikovala na pole position pro 1. a 2. závod; později však bylo oznámeno, že porušila track limit během první kvalifikace a ztratila pole position pro závod 1.
Dne 21. října 2023 na okruhu Circuit of the Americas v 1. závodě ze tří během závodního víkendu se García stala šampionkou první sezóny F1 Academy.

## Závodní záznamy

### Shrnutí kariéry
| Sezóna | Série                  | Tým                  | Závody | Vítězství | Pole Position | NK | Pódia | Body | Umístění  |
| ------ | ---------------------- | -------------------- | ------ | --------- | ------------- | -- | ----- | ---- | --------- |
| 2016   | Španělský šampionát F4 | Drivex               | 11     | 0         | 0             | 0  | 0     | 0    | NC†       |
| 2017   | Španělský šampionát F4 | MP Motorsport        | 20     | 0         | 0             | 0  | 0     | 70   | 9. místo  |
| 2017   | Šampionát SMP F4       | MP Motorsport        | 3      | 0         | 0             | 0  | 0     | 8    | 17. místo |
| 2019   | W Series               | Hitech GP            | 6      | 1         | 1             | 0  | 2     | 66   | 4. místo  |
| 2021   | W Series               | Tým Puma W Series    | 7      | 0         | 0             | 0  | 1     | 21   | 12. místo |
| 2022   | W Series               | Tým CortDAO W Series | 7      | 0         | 1             | 0  | 1     | 45   | 6. místo  |
| 2023   | F1 Academy             | Prema Racing         | 18     | 6         | 4             | 5  | 10    | 235  | 1. místo  |

† García byla hostujícím jezdcem, a proto neměla nárok na body.

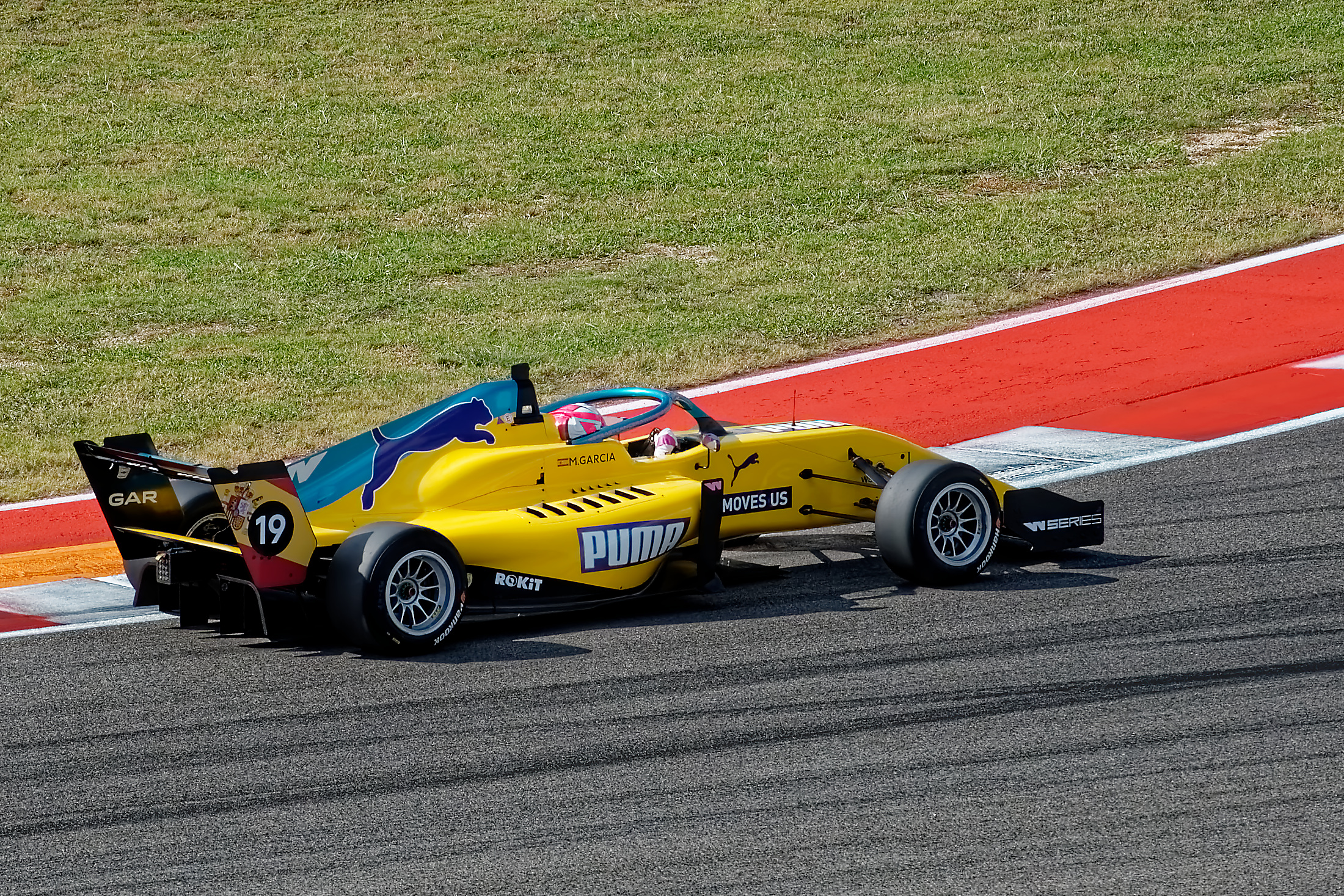
Marta García závodící ve W Series v Austinu v Texasu v říjnu 2021.

### Kompletní výsledky španělského šampionátu F4
(závody tučně označují pole position) (závody psané kurzívou označují nejrychlejší kolo)
| Rok  | Tým           | 1        | 2       | 3       | 4        | 5         | 6        | 7       | 8       | 9       | 10      | 11        | 12       | 13        | 14       | 15      | 16       | 17      | 18       | 19      | 20      | Body | Umístění |
| ---- | ------------- | -------- | ------- | ------- | -------- | --------- | -------- | ------- | ------- | ------- | ------- | --------- | -------- | --------- | -------- | ------- | -------- | ------- | -------- | ------- | ------- | ---- | -------- |
| 2016 | Drivex        | NAV 1    | NAV 2   | NAV 3   | ALC 1    | ALC 2     | ALC 3    | ALG 1   | ALG 2   | ALG 3   | VAL 1 5 | VAL 2 5   | VAL 3 6  | CAT 1 5   | CAT 2 6  | JAR 1 8 | JAR 2 8  | JAR 3 7 | JER 1 5  | JER 2 7 | JER 3 5 | 0    | —†       |
| 2017 | MP Motorsport | ALC 1 10 | ALC 2 6 | ALC 3 6 | NAV1 1 9 | NAV1 2 12 | NAV1 3 7 | CAT 1 8 | CAT 2 9 | JER 1 6 | JER 2 5 | JER 3 13† | NAV2 1 7 | NAV2 2 10 | NAV2 3 6 | NOG 1 8 | NOG 2 10 | NOG 3 7 | EST 1 11 | EST 2 9 | EST 3 8 | 70   | 9. místo |

† García byla hostujícím jezdcem, a proto neměla nárok na body.

### Kompletní výsledky W Series
(závody tučně označují pole position) (závody psané kurzívou označují nejrychlejší kolo)
| Rok  | Tým                   | 1        | 2       | 3      | 4      | 5     | 6      | 7       | 8        | Body | Umístění  |
| ---- | --------------------- | -------- | ------- | ------ | ------ | ----- | ------ | ------- | -------- | ---- | --------- |
| 2019 | Hitech GP             | HOC 3    | ZOL 4   | MIS 6  | NOR 1  | ASS 9 | BRH 8  |         |          | 66   | 4. místo  |
| 2021 | Puma W Series Team    | RBR1 Ret | RBR2 12 | SIL 12 | HUN 7  | SPA 3 | ZAN 18 | COA1 15 | COA2 DNS | 21   | 12. místo |
| 2022 | CortDAO W Series Team | MIA1 11  | MIA2 9  | CAT 6  | SIL 18 | LEC 6 | HUN 4  | SIN 3   |          | 45   | 6. místo  |

### Kompletní výsledky F1 Academy
(závody tučně označují pole position; závody kurzívou označují nejrychlejší kolo)
| Rok  | Tým          | 1     | 2       | 3       | 4       | 5       | 6       | 7       | 8     | 9     | 10        | 11    | 12      | 13    | 14      | 15      | 16      | 17      | 18      | 19    | 20        | 21    | Body | Umístění |
| ---- | ------------ | ----- | ------- | ------- | ------- | ------- | ------- | ------- | ----- | ----- | --------- | ----- | ------- | ----- | ------- | ------- | ------- | ------- | ------- | ----- | --------- | ----- | ---- | -------- |
| 2023 | Prema Racing | RBR 1 | RBR 2 7 | RBR 3 1 | CRT 1 6 | CRT 2 5 | CRT 3 1 | CAT 1 3 | CAT 2 | CAT 3 | ZAN 1 Ret | ZAN 2 | ZAN 3 4 | MON 1 | MON 2 6 | MON 3 5 | LEC 1 6 | LEC 2 1 | LEC 3 1 | USA 1 | USA 2 Ret | USA 3 | 263  | 1. místo |